# Ottar Vendelkråka

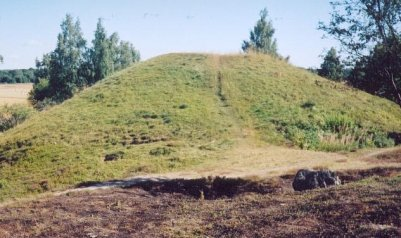
Ottarshögen, där det sägs att Ottar Vendelkråka ska ligga begraven.

Ottar Vendelkråka var en möjligen historisk sveakung med säte i Uppsala under 500-talets första hälft. Han nämns i det genealogiska diktverket Ynglingatal som dateras till 900-talet. 
Historiker har spekulerat i att Ottar är identisk med en  Ohthere som nämns i Beowulfkvädet, daterat till någon gång under perioden år 700 till år 1000. Om Ohthere skrivs att han var en scylfinger. Man antar då att skilfinger är en benämning på någon ur Ynglingaätten.

## Ynglingasagan
Enligt Ynglingasagan skall Ottar ha varit ovän med danernas kung Frode, som därför försökte kräva in den skatt han lovats av Ottars far Egil. Ottar vägrade betala. Sommaren därpå härjade Frode i Svitjod, gjorde stor skada och fick med sig krigsbyte. Sommaren efter det drog han i österled, och Ottar härjade därför i sin tur i Danmark, i början utan att möta motstånd. När Ottar härjade i nordligaste Jylland, som av Snorre Sturlasson kallas Vendel (efter Vendsyssel), överfölls han av Frodes jarlar Vötter och Faste. Ottar och många av hans män stupade. Danerna skall ha låtit djur slita sönder Ottars lik, och sedan gjort en träkråka som de skickade till svearna, med förklaringen att Ottar inte var mer värd, varvid de också gav honom hans tillnamn. Ottar efterträddes av sin son Adils.

## Moderna tolkningar
Tillnamnet Vendelkråka är diskutabelt eftersom detta oftast applicerats på Egil Vendelkråka och började användas på Ottar först av Snorre.  
Ottars existens som historisk person är osäker, då de källor där han beskrivs har markanta sagoinslag i övrigt. Texterna är dessutom tillkomna hundratals år efter de skildrade händelserna och innehåller många personer som inte kan styrkas genom andra källor. Liksom för övriga svearegenter före år 1000 är källunderlaget angående Ottar tämligen skralt, och han brukar därför betraktas som "sagokung".
Enligt svensk tradition tidigast belagd på 1600-talet skall Ottar vara gravlagd i Ottarshögen i Vendels socken i Uppland.